# سادية ضد الحيوان

السادية ضد الحيوانات (بالإنجليزية: Zoosadism)‏ هو سلوك شاذ يتلذذ فيه الشخص بمُمارسة القسوة وأشكال التعذيب ضد الحيوانات. وهو جزء من ثلاثي ماكدونالد. من صوّر الساديّة ضد الحيوانات الحرق والركل والدهس والقتل والضرب المبرح والتجويع. 